# Вольтовский, Борис Иовлевич
Борис Иовлевич Вольтовский (11 июля 1906, Санкт-Петербург, Российская империя — 24 сентября 1983, Киев, Украинская ССР) — советский партийный и государственный деятель, первый секретарь Черкасского (1954—1960), Харьковского сельского (1963—1964) и Сумского (1964—1967) обкомов КП Украины.

## Биография
Родился в семье рабочего-электромонтера. Трудовую деятельность начал в 1920 г., батрачил у зажиточных крестьян.
В 1923 г. окончил сельскохозяйственную профшколу на Черниговщине, а в 1927 г. — Харьковский институт зерновых культур. В 1927—1930 гг. работал агрономом и заведующим школы крестьянской молодежи в селе Ковалёвка Ковалёвского района Полтавской округа.
В 1930—1933 гг. — служил в рядах Красной Армии.
В 1933—1935 гг. — сотрудник Научно-исследовательского института колхозного строительства в Киеве. В 1935-1941 гг. работал в земельном отделе исполнительного комитета Киевского областного совета.
Член ВКП(б) с 1940 г.
Участник Великой Отечественной войны (1941—1945). Служил на командных должностях в бронетанковых войсках.
С 1945 г. — на партийной работе.
- 1945—1951 гг. — заместитель заведующего, затем заведующий Сельскохозяйственным отделом Киевского областного комитета КП(б) Украинской ССР,
- 1951—1954 гг. — первый заместитель председателя исполнительного комитета Киевского областного Совета,
- 1954—1960 гг. — первый секретарь Черкасского областного комитета КП Украинской ССР,
- 1960—1962 гг. — заместитель председателя Совета Министров Украинской ССР,
- 1962—1963 гг. — председатель исполнительного комитета Сумского областного Совета,
- 1963—1964 гг. — первый секретарь Харьковского сельского областного комитета КП Украинской ССР,
- 1964—1967 гг. — первый секретарь Сумского областного комитета КП Украинской ССР,
- 1967—1978 гг. — председатель Государственного комитета Совета Министров Украинской ССР по охране природы.

С апреля 1978 г. — персональный пенсионер союзного значения.
Избирался депутатом Совета Союза Верховного Совета СССР 4,  5 и 7-го созывов (1954—1958, 1962—1970) и депутатом Верховного Совета УССР 6-го созыва (1963—1967). Член ЦК КП Украинской ССР (1954—1971).
Похоронен в Киеве на Байковом кладбище.

## Награды и звания
- орден Ленина (26.02.1958)
- орден Красного Знамени (07.11.1943)
- орден Трудового Красного Знамени (07.1956)
- орден Красной Звезды (31.01.1943)
- медаль «За боевые заслуги» (17.03.1942)
- другие медали